# Mwenezi (Distrikt)
Der Mwenezi (Rural) Distrikt, ehemals Nuanetsi, ist einer von 9 Distrikten in der Provinz Masvingo in Simbabwe. Er hat 209.327 Einwohner (2022). Sitz seiner Verwaltung ist die Kleinstadt Neshuro.

## Geografie
Der Distrikt liegt im Westen von Masvingo und hat eine Fläche von 13.210 km². Der Distrikts ist in 18 Wards unterteilt. Die Höhe des Distrikts liegt bei etwa 800 m über dem Meeresspiegel im Nordwesten und fällt Richtung Südosten auf etwa 400 m ab.
Im Nordosten grenzt er an die Distrikte Chivi, im Osten an Chiredzi und im Norden an Mberengwa in der Provinz Midlands. Im Westen grenzt er an die Distrikte Gwanda und Beitbridge in der Provinz Matabeleland South.
Die Niederschläge sind gering. Die höchsten Niederschläge ereignen sich im Süd-Sommer.
Der Distrikt liegt im Einzugsgebiet dreier Flüsse. Die Westgrenze bildet der Fluss Bubi. Die Ostgrenze bildet der Runde. Mittig durchflossen wird er vom Mwenezi, der auch namensgebend für den Distrikt war.

## Wirtschaft
Der Distrikt ist landwirtschaftlich geprägt. Allerdings ist Mwenezi neben Chiredzi einer der Distrikte, die am meisten von extremer Dürre bedroht sind. Die extremen Dürre 1992 und 1995 war Mwenezi entsprechend betroffen, wie auch bei der Dürre 2019/20. Bei letzterer galt er als der am schlimmsten betroffene Distrikt im Land.
Eines der wirtschaftlichen Zentren ist die Stadt Rutenga. In der Stadt wird derzeit ein Trockenhafen geplant. Er soll 2030 fertig gestellt sein.

## Infrastruktur
Der Distrikt ist gut angebunden. Er liegt an der Schnellstraße A4 und dem Eisenbahnknoten der Bulawayo und Harare mit Maputo und Südafrika verbindet.